# Bisdom Atlacomulco
Het bisdom Atlacomulco (Latijn: Dioecesis Atlacomulcana) is een rooms-katholiek bisdom met als zetel Atlacomulco de Fabela, in Mexico. Het bisdom is suffragaan aan het aartsbisdom Toluca. 

## Geschiedenis
Het bisdom werd opgericht op 3 november 1984, uit delen van de bisdommen Cuautitlán en Toluca, en was suffragaan aan het aartsbisdom Mexico. Op 28 september 2019 wisselde het van kerkprovincie en werd suffragaan aan het nieuw verheven aartsbisdom Toluca.

## Parochies
Het bisdom had in 2020 een oppervlakte van 5.364 km2 en telde 1.473.000 inwoners waarvan 83,0% rooms-katholiek was.

## Bisschoppen
- Ricardo Guízar Díaz (3 november 1984 - 14 augustus 1996)
- Constancio Miranda Wechmann (27 juni 1998 - 29 september 2009)
- Juan Odilón Martínez García (30 april 2010 - heden)

Toluca (aartsbisdom) · Atlacomulco · Cuernavaca · Tenancingo